# Jabłko królewskie

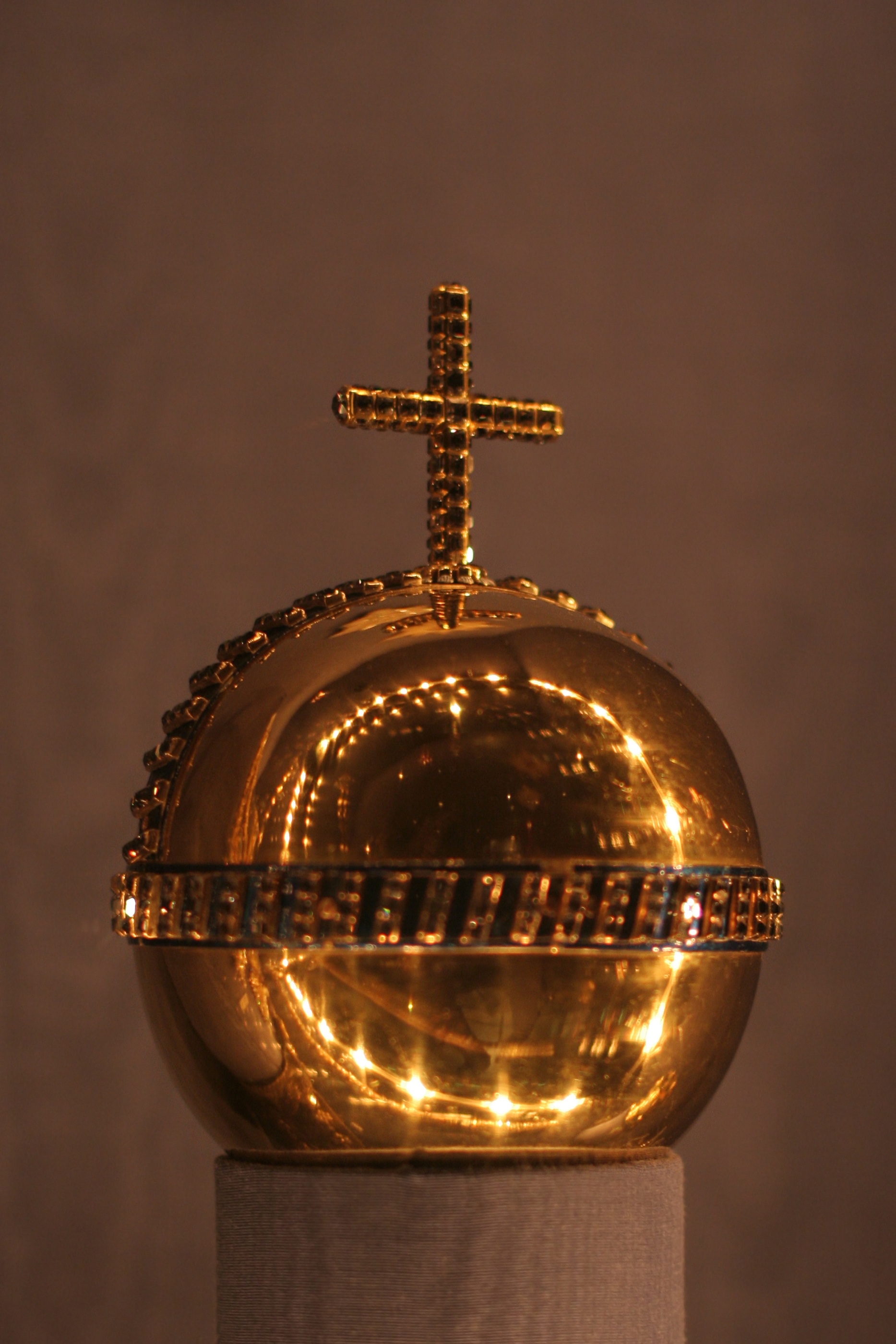
Duńskie jabłko królewskie

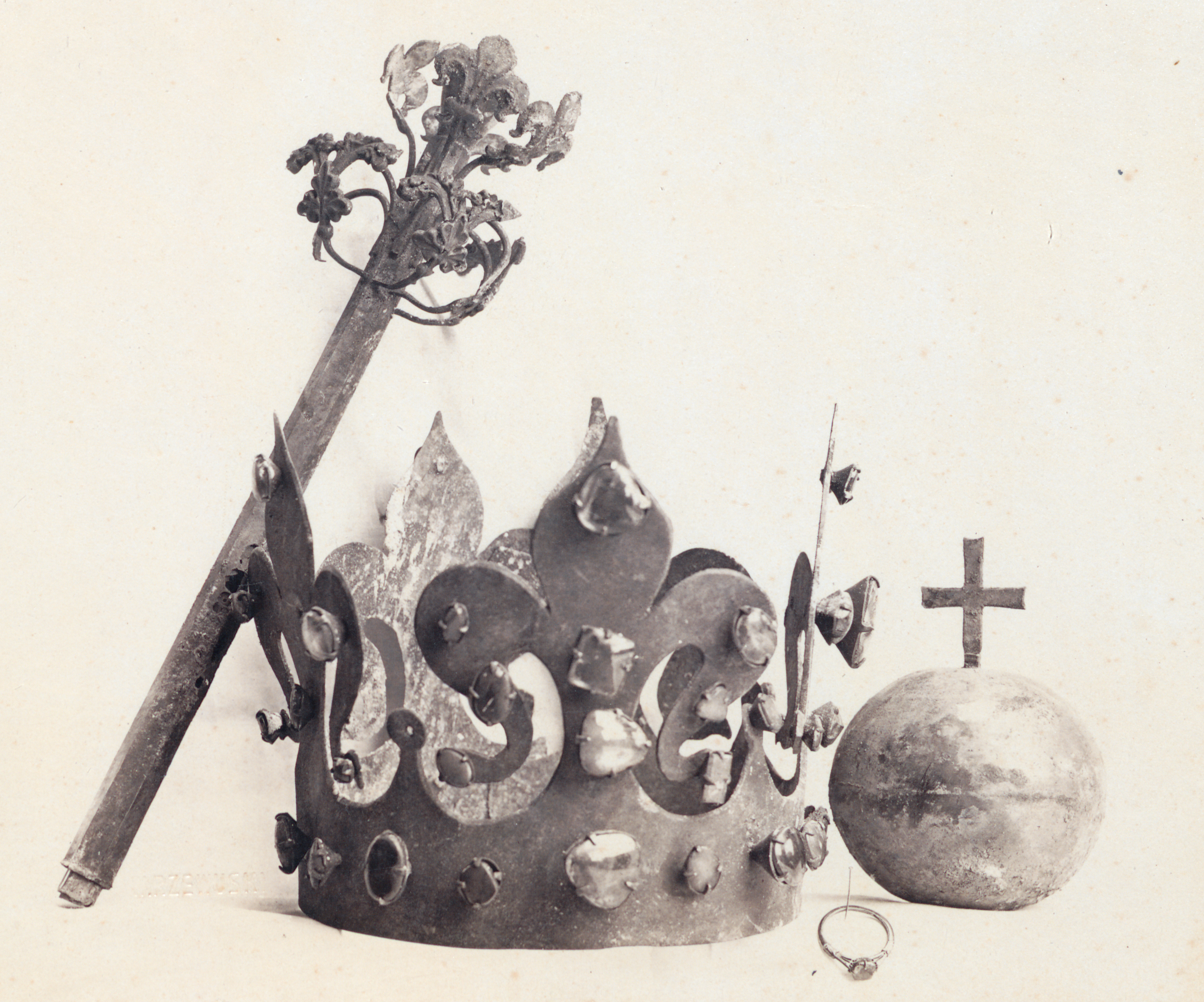
Insygnia grobowe Kazimierza III Wielkiego. Od lewej: berło, korona, pierścień, jabłko,

Jabłko królewskie (łac. globus cruciger) – jeden z trzech symboli władzy monarszej, obok korony i berła.
Jabłko królewskie, jedno z insygniów władzy królewskiej, ma kształt kuli ziemskiej, wykonane ze złota lub pozłacanego srebra, często zdobione drogimi kamieniami.

## Historia
W starożytnym Rzymie, do końca IV wieku, na szczycie kuli znajdował się wizerunek bogini zwycięstwa Nike, później wyparty przez krzyż (najczęściej grecki) w czasach chrześcijańskich. Pierwotnie prawo używania jabłka (globusa) przysługiwało wyłącznie cesarzom rzymskim, rzymsko-frankijskim i rzymsko-niemieckim. Było symbolem ich władzy nad całym zamieszkanym światem. Poczynając od XI wieku, kiedy rozpoczął się upadek idei cesarskiego uniwersalizmu, jabłka zaczęli używać także europejscy królowie, aby zaznaczyć swoją niezależność od cesarza.
Trzymane w ręku króla symbolizuje umiłowanie wiary chrześcijańskiej. Kulisty kształt dawał wyobrażenie całości. Trzymany w lewej ręce – po stronie serca. Krzyż przypominał, że monarcha jako tzw. pomazaniec boży rządził w imieniu Chrystusa. Używane (trzymane przez króla lub cesarza) było podczas koronacji i najważniejszych uroczystości jak przyjmowanie hołdów, a także wkładane do grobów królewskich.
W Polsce wśród regaliów koronacyjnych jabłko pojawia się po raz pierwszy podczas koronacji Przemysła II w 1295 roku, później wyrzeźbiono je na sarkofagu Władysława Łokietka, a następne znaleziono w grobach Kazimierza Wielkiego, królowej Jadwigi i Kazimierza Jagiellończyka.
Wizerunek jabłka królewskiego umieszczany był na monetach, w ikonografii chrześcijańskiej w rękach Chrystusa, Matki Bożej, także aniołów i regaliach królewskich. Jeden z symboli astronomicznych Ziemi.
Do czasów współczesnych w Polsce zachowało się jabłko Augusta III z 1733 roku, które wraz z koroną i berłem znajdują się w Muzeum Narodowym w Warszawie.